# David Ier de Dongola

David Ier ou Daoud est un souverain chrétien du royaume de Makurie qui a régné entre 1268 et 1274 environ. En 1271, considérant que le sultan mamelouk d'Égypte Baybars a lancé toutes ses forces contre les croisés en Palestine, il refuse de payer le tribut et dévaste la région d’Assouan. En 1272, il s’empare du port d'Aydhab sur la mer Rouge, qui sert d’escale aux navires égyptiens et de lieu d’embarquement pour les pèlerins se rendant à La Mecque. Les musulmans, dirigés par l’émir de Kous réagissent vigoureusement et repoussent David Ier, qui est fait prisonnier et remplacé par un de ses cousins, Chékander (Alexandre), en 1275. Le royaume de Dongola est contraint de verser un tribut plus important et d’accepter des fonctionnaires musulmans dans sa capitale.

## Sources
- Histoire de l'Afrique, des origines à la deuxième guerre mondiale, Robert et Marianne Cornevin, Payot, 1970.
- L'empire du Prêtre Jean: L'Éthiopie médiévale, par Jean Doresse, Librairie Plon, 1957.